# 3e étape du Tour de France 2000
Pour un article plus général, voir Tour de France 2000.
La 3e étape du Tour de France 2000 a eu lieu le 3 juillet 2000 entre Loudun et Nantes sur une distance de 161 km. Il a été remporté par le Belge Tom Steels (Mapei-QuickStep) devant l'Allemand Marcel Wüst (Festina) et Erik Zabel (Deutsche Telekom). C'est sa seconde victoire d'étape après celle de Loudun la veille.

## Classement de l'étape
| \| Classement de l'étape \| Classement de l'étape \| Classement de l'étape \| Classement de l'étape \| Classement de l'étape \| \| Coureur \| Coureur \| Pays \| Équipe \| Temps \| \| --------------------- \| --------------------- \| --------------------- \| ----------------------- \| --------------------- \| \| 1er \| Tom Steels \| Belgique \| Mapei-Quick Step \| 3 h 37 min 51 s \| \| 2e \| Marcel Wüst \| Allemagne \| Festina \| + 0 s \| \| 3e \| Erik Zabel \| Allemagne \| Deutsche Telekom \| + 0 s \| \| 4e \| Jans Koerts \| Pays-Bas \| Farm Frites \| + 0 s \| \| 5e \| Stuart O'Grady \| Australie \| Crédit Agricole \| + 0 s \| \| 6e \| Damien Nazon \| France \| Bonjour-Toupargel \| + 0 s \| \| 7e \| François Simon \| France \| Bonjour-Toupargel \| + 0 s \| \| 8e \| Jaan Kirsipuu \| Estonie \| AG2R Prévoyance \| + 0 s \| \| 9e \| Romāns Vainšteins \| Lettonie \| Vini Caldirola-Sidermec \| + 0 s \| \| 10e \| Dario Pieri \| Italie \| Saeco-Valli & Valli \| + 0 s \| |                   |           |                         |                 |
| |                   |           |                         |                 |
| |                   |           |                         |                 |
| Classement de l'étape |                   |           |                         |                 |
| Coureur | Coureur           | Pays      | Équipe                  | Temps           |
| 1er | Tom Steels        | Belgique  | Mapei-Quick Step        | 3 h 37 min 51 s |
| 2e | Marcel Wüst       | Allemagne | Festina                 | + 0 s           |
| 3e | Erik Zabel        | Allemagne | Deutsche Telekom        | + 0 s           |
| 4e | Jans Koerts       | Pays-Bas  | Farm Frites             | + 0 s           |
| 5e | Stuart O'Grady    | Australie | Crédit Agricole         | + 0 s           |
| 6e | Damien Nazon      | France    | Bonjour-Toupargel       | + 0 s           |
| 7e | François Simon    | France    | Bonjour-Toupargel       | + 0 s           |
| 8e | Jaan Kirsipuu     | Estonie   | AG2R Prévoyance         | + 0 s           |
| 9e | Romāns Vainšteins | Lettonie  | Vini Caldirola-Sidermec | + 0 s           |
| 10e | Dario Pieri       | Italie    | Saeco-Valli & Valli     | + 0 s           |

## Classement général
À la suite de cette nouvelle étape conclue par un nouveau sprint massif, très peu de changements sont à noter au classement général. La seule évolution du top 10 concerne l'Allemand Jens Voigt (Crédit agricole) qui, grâce à ses seize secondes glanées grâces aux trois sprints intermédiaires, l'intègre en prenant la 9e place du classement, juste devant l'Américain Tyler Hamilton (US Postal Service), à trente secondes du leader David Millar (Cofidis).
| \| Classement général \| Classement général \| Classement général \| Classement général \| Classement général \| \| Coureur \| Coureur \| Pays \| Équipe \| Temps \| \| ------------------ \| ------------------ \| ------------------ \| ------------------------------- \| ------------------ \| \| 1er \| David Millar \| Royaume-Uni \| Cofidis-Le Crédit par Téléphone \| 8 h 43 min 09 s \| \| 2e \| Lance Armstrong \| États-Unis \| US Postal Service \| DQ \| \| 3e \| Laurent Jalabert \| France \| ONCE-Deutsche Bank \| + 6 s \| \| 4e \| Jan Ullrich \| Allemagne \| Deutsche Telekom \| + 7 s \| \| 5e \| David Cañada \| Espagne \| ONCE-Deutsche Bank \| + 18 s \| \| 6e \| Alex Zülle \| Suisse \| Banesto \| + 22 s \| \| 7e \| Viatcheslav Ekimov \| Russie \| US Postal Service \| + 23 s \| \| 8e \| Simone Borgheresi \| Italie \| Mercatone Uno-Albacom \| + 29 s \| \| 9e \| Jens Voigt \| Allemagne \| Crédit Agricole \| + 30 s \| \| 10e \| Tyler Hamilton \| États-Unis \| US Postal Service \| + 35 s \| |                    |             |                                 |                 |
| |                    |             |                                 |                 |
| |                    |             |                                 |                 |
| Classement général |                    |             |                                 |                 |
| Coureur | Coureur            | Pays        | Équipe                          | Temps           |
| 1er | David Millar       | Royaume-Uni | Cofidis-Le Crédit par Téléphone | 8 h 43 min 09 s |
| 2e | Lance Armstrong    | États-Unis  | US Postal Service               | DQ              |
| 3e | Laurent Jalabert   | France      | ONCE-Deutsche Bank              | + 6 s           |
| 4e | Jan Ullrich        | Allemagne   | Deutsche Telekom                | + 7 s           |
| 5e | David Cañada       | Espagne     | ONCE-Deutsche Bank              | + 18 s          |
| 6e | Alex Zülle         | Suisse      | Banesto                         | + 22 s          |
| 7e | Viatcheslav Ekimov | Russie      | US Postal Service               | + 23 s          |
| 8e | Simone Borgheresi  | Italie      | Mercatone Uno-Albacom           | + 29 s          |
| 9e | Jens Voigt         | Allemagne   | Crédit Agricole                 | + 30 s          |
| 10e | Tyler Hamilton     | États-Unis  | US Postal Service               | + 35 s          |

## Classements annexes
| Classement par points | Classement par points | Classement par points | Classement par points   | Classement par points |
| Coureur               | Coureur               | Pays                  | Équipe                  | Points                |
| --------------------- | --------------------- | --------------------- | ----------------------- | --------------------- |
| 1er                   | Tom Steels            | Belgique              | Mapei-Quick Step        | 70 pts                |
| 2e                    | Stuart O'Grady        | Australie             | Crédit Agricole         | 54 pts                |
| 3e                    | Erik Zabel            | Allemagne             | Deutsche Telekom        | 52 pts                |
| 4e                    | Marcel Wüst           | Allemagne             | Festina                 | 52 pts                |
| 5e                    | Romāns Vainšteins     | Lettonie              | Vini Caldirola-Sidermec | 41 pts                |

| Classement par points | Classement par points | Classement par points | Classement par points   | Classement par points |
| Coureur               | Coureur               | Pays                  | Équipe                  | Points                |
| --------------------- | --------------------- | --------------------- | ----------------------- | --------------------- |
| 1er                   | Tom Steels            | Belgique              | Mapei-Quick Step        | 70 pts                |
| 2e                    | Stuart O'Grady        | Australie             | Crédit Agricole         | 54 pts                |
| 3e                    | Erik Zabel            | Allemagne             | Deutsche Telekom        | 52 pts                |
| 4e                    | Marcel Wüst           | Allemagne             | Festina                 | 52 pts                |
| 5e                    | Romāns Vainšteins     | Lettonie              | Vini Caldirola-Sidermec | 41 pts                |

| Classement de la montagne | Classement de la montagne | Classement de la montagne | Classement de la montagne | Classement de la montagne |
| Coureur                   | Coureur                   | Pays                      | Équipe                    | Points                    |
| ------------------------- | ------------------------- | ------------------------- | ------------------------- | ------------------------- |
| 1er                       | Marcel Wüst               | Allemagne                 | Festina                   | 5 pts                     |
| 2e                        | Frankie Andreu            | États-Unis                | US Postal Service         | 3 pts                     |
| 3e                        | François Simon            | France                    | Bonjour-Toupargel         | 1 pt                      |

| Classement de la montagne | Classement de la montagne | Classement de la montagne | Classement de la montagne | Classement de la montagne |
| Coureur                   | Coureur                   | Pays                      | Équipe                    | Points                    |
| ------------------------- | ------------------------- | ------------------------- | ------------------------- | ------------------------- |
| 1er                       | Marcel Wüst               | Allemagne                 | Festina                   | 5 pts                     |
| 2e                        | Frankie Andreu            | États-Unis                | US Postal Service         | 3 pts                     |
| 3e                        | François Simon            | France                    | Bonjour-Toupargel         | 1 pt                      |

| Classement du meilleur jeune | Classement du meilleur jeune | Classement du meilleur jeune | Classement du meilleur jeune    | Classement du meilleur jeune |
| Coureur                      | Coureur                      | Pays                         | Équipe                          | Temps                        |
| ---------------------------- | ---------------------------- | ---------------------------- | ------------------------------- | ---------------------------- |
| 1er                          | David Millar                 | Royaume-Uni                  | Cofidis-Le Crédit par Téléphone | 8 h 43 min 09 s              |
| 2e                           | David Cañada                 | Espagne                      | ONCE-Deutsche Bank              | + 18 s                       |
| 3e                           | José Iván Gutiérrez          | Espagne                      | ONCE-Deutsche Bank              | + 55 s                       |
| 4e                           | Dario Pieri                  | Italie                       | Saeco-Valli & Valli             | + 56 s                       |
| 5e                           | Guido Trentin                | Italie                       | Vini Caldirola-Sidermec         | + 57 s                       |

| Classement du meilleur jeune | Classement du meilleur jeune | Classement du meilleur jeune | Classement du meilleur jeune    | Classement du meilleur jeune |
| Coureur                      | Coureur                      | Pays                         | Équipe                          | Temps                        |
| ---------------------------- | ---------------------------- | ---------------------------- | ------------------------------- | ---------------------------- |
| 1er                          | David Millar                 | Royaume-Uni                  | Cofidis-Le Crédit par Téléphone | 8 h 43 min 09 s              |
| 2e                           | David Cañada                 | Espagne                      | ONCE-Deutsche Bank              | + 18 s                       |
| 3e                           | José Iván Gutiérrez          | Espagne                      | ONCE-Deutsche Bank              | + 55 s                       |
| 4e                           | Dario Pieri                  | Italie                       | Saeco-Valli & Valli             | + 56 s                       |
| 5e                           | Guido Trentin                | Italie                       | Vini Caldirola-Sidermec         | + 57 s                       |

| Classement par équipes | Classement par équipes          | Classement par équipes | Classement par équipes |
| Équipe                 | Équipe                          | Pays                   | Temps                  |
| ---------------------- | ------------------------------- | ---------------------- | ---------------------- |
| 1re                    | US Postal Service               | États-Unis             | 26 h 10 min 29 s       |
| 2e                     | ONCE-Deutsche Bank              | Espagne                | + 3 s                  |
| 3e                     | Festina                         | France                 | + 1 min 04 s           |
| 4e                     | Deutsche Telekom                | Allemagne              | + 1 min 18 s           |
| 5e                     | Cofidis-Le Crédit par Téléphone | France                 | + 1 min 23 s           |

| Classement par équipes | Classement par équipes          | Classement par équipes | Classement par équipes |
| Équipe                 | Équipe                          | Pays                   | Temps                  |
| ---------------------- | ------------------------------- | ---------------------- | ---------------------- |
| 1re                    | US Postal Service               | États-Unis             | 26 h 10 min 29 s       |
| 2e                     | ONCE-Deutsche Bank              | Espagne                | + 3 s                  |
| 3e                     | Festina                         | France                 | + 1 min 04 s           |
| 4e                     | Deutsche Telekom                | Allemagne              | + 1 min 18 s           |
| 5e                     | Cofidis-Le Crédit par Téléphone | France                 | + 1 min 23 s           |